# Bretzenheim Ferdinánd
Bretzenheim Ferdinánd (Bécs, 1801. február 10. – 1855. augusztus 1.) az első magyar porcelángyár, a telkibányai gyár megalapítója.

## Származása
Édesapja, Károly Auguszt (1769. október 24. – 1823. február 27.), a császári hadsereg vezérőrnagya volt, egy régi német nemesi család tagja, Heidecki gróf (graf von Heydeck), Bretzenheim és Wintzenheim földesura, aki 1780-ban birodalmi grófi (Reichsgraf) címet kapott, majd 1789-ben német birodalmi hercegi (Reichsfürst) rangra emelkedett, majd 1790. január 31-én a Pfalz- und Hofgraf címet adományozta neki II. József.
1807-ben (maga az adománylevél 1808. március 24-én kelt) megszerezte az elkobzott Rákóczi-birtok egy részét. Magyarországi birtokait a Landau környéki földekért kapta, amit a császári kamara akart visszaszerezni (ugyanis a német birtokot a Napóleoni háborúk idején, a lunevillei béke értelmében elvesztett földjeiért cserébe kapta a császártól). A két birtok között jelentős értékkülönbség volt, amelyet a hercegnek kellett megfizetnie a kamarának.
Feleségétől négy gyermeke született:
1. Mária Crescence (Karolina) (1799. november 13. - Pápakovácsi, 1866. augusztus 22.) csillagkeresztes hölgy, Somogyi József (1790-1865) valóságos belső titkos tanácsos felesége[1][2]
2. Leopoldina (1795-1844), Almásy Lajos (1792-1836) felesége
3. Ferdinánd, neje Schwarzenberg Mária Karolina, akit 1831. június 27-én vett feleségül
4. Amália  (1802. október 10. - 1874. október 28.)  csillagkeresztes és palotahölgy, akinek férjétől, Taaffe Lajostól született fia, Taaffe Ede az Osztrák Császárság miniszterelnöke volt.
5. Alfonz (1805. december 28. - 1863. december 12.) császári és királyi ezredes és kamarás, benne halt ki a család férfiága (neje: Hoffmann Janka 1823-1866).

## Élete
Az 1827. évben a 43. törvénycikk értelmében öccsével együtt szerepel az újonnan felvett indigénák sorában, vagyis honosítás révén a magyar arisztokrácia teljes jogú tagjává vált. A honfiúsítás azonban korábban történt, még édesapjuk kapta meg a magyar nemesi címet, csak az ezzel járó adót nem fizette meg és a fiait kötelezték ennek rendezésére. Édesapjuk 1804. november 30-án kapta meg az indigenátusi oklevelet az esküt pedig 1804. december 14-én tette le, ez elengedhetetlen feltétele volt annak, hogy Magyarországon birtokokkal bírjon. 
Apja a császári udvarban mozgott, a magyar birtokaival nem sokat foglalkozott. 1823-ban bekövetkezett halála után a magyarországi birtokokat idősebb fiára, Ferdinándra hagyta, Alfonz részére pedig 400.000 forintnyi tőkealapítványt hozott létre. Egybeszervezi a pataki és regéci birtokait Sárospatak központtal. Többnyire Bécsben élt birtokai jövedelméből, közéleti szerepet nem vitt.
Az ő idejükben lendült fel újra  a bányaművelés, az elhagyott, beomlott aknákat kitisztították, újra üzembe helyeztek addig használaton kívüli területeket. Az így folyó feltárások során találhattak rá a regéci birtokán rejlő kaolinra. Széchenyi István biztatására megalapították Magyarország első porcelángyárát Telkibányán. Az ott talált riolit kaolin azonban nem megfelelő a porcelángyártáshoz csupán az ún. kőedénygyártásához, mely összetevőiben azonos a porcelánnal, csak arányuk eltérő, így nem alkalmas magas hőfokon égetett porcelán előállítására. A kezdeti idők után, Mayer János igazgatósága alatt áttérték az import (cseh) kaolinra, ami jobban megfelelt magas minőségű porcelán gyártásához. Ennek ellenére sokáig egymás mellett gyártottak porcelánt és kőedényeket is.
A gyár alapításának pontos dátuma nem ismert, általában 1825-öt említenek. Ez a dátum azonban csak a munkálatokra költött összegekről szólnak, illetve olyan összegek kifizetését említik az uradalmi kimutatások, melyek nem az építéstől, hanem az előkészítő munkák megkezdést feltételezik (megfelelő arányú masszák kikeverése). 1827-ben részleges termeléssel, 1829-ben próbaüzemmel próbálkoznak. A rendszeres gyártás 1830-ban indulhatott meg, az első évszámmal jelzett áru 1831-ből való, előbb a Windisgraetz grófok, majd 1954-től az Iparművészeti Múzeum tulajdona. Ezek a díszvázák az ifjú Bretzenheim hercegnek az osztrák miniszter testvérével köttetett házasságának emlékére készültek.
A gyár első igazgatóját, Hüttner Mátyást Bretzenheim 1829-ben szerződteti. Az 1830-as években a gyár virágkorát éri, azonban az évtized végére anyagi gondokkal küszködik. Ennek enyhítésére Bretzenheim herceg kérvényezi a költséges kézi festés helyett a litografiálás bevezetését. Bár ilyen tárgyak létezéséről nem tudunk, különböző jegyzékekben maradtak rájuk utalások. Hüttner után 1841-ben Mayer Jánost kéri fel a gyár vezetésére, akinek bízott tapasztalatában, amit a pápai és herendi gyárakban szerzett.
A forradalmi időszakot Bretzenheim Bécsben tölti, végig ellenséges érzéssel. Kossuthék hazaárulónak nyilvánították, javait összeírták és felbecsülték, egy későbbi elkobzás okán. 1849-től Bretzenheim bérletbe adja a gyárat Mayernek. 1857 és 1860 között több bérlője is volt a gyárnak, akik a helyi kaolin fogyásával jelentősebb importra szorultak, ezért növelték a kőedény gyártását a porcelán kárára. Az ötvenes években a gyár hanyatlani kezdett, a rövid ideig bérlő bérlők csak hasznot húztak belőle, de nem fejlesztették. Ebben az időben a gyár Mayer János és Szentiványi Frigyes irányítása alatt állt, és minimum kapacitáson működött. Mikor 1855-ben meghalt Bretzenheim a gyár még kevesebb támogatást kapott. 1860-ban Fideler Gyula kezébe került és az addig „Regécz” jelzést a „Telkibánya” váltotta fel.
A gyár a századforduló vége felé már nem bírja tartani a versenyt az olcsó cseh termékekkel, és utolsó bérlője Wittich Gusztáv 1907-ben bezárni kényszerült.
Özvegye a nyarakat továbbra is a sárospataki uradalomban töltötte, és mikor 1875-ben Bécsben elhunyt, végakaratának megfelelően Sárospatakon helyezték örök nyugalomra. Mivel házasságukból nem születtek gyermekek, vagyona unokaöccsére, Windischgrätz Lajosra (1830-1904) (nővére, Windischgraezt Alfrédné, Sczwarzenberg Eleonóra fiára) szállt. Neki Dessewffy Valériától született fia volt Windischgrätz Lajos herceg (1882–1968), katonatiszt, az 1926. évi frankhamisítási per fő vádlottja.